# Afroösterreicher

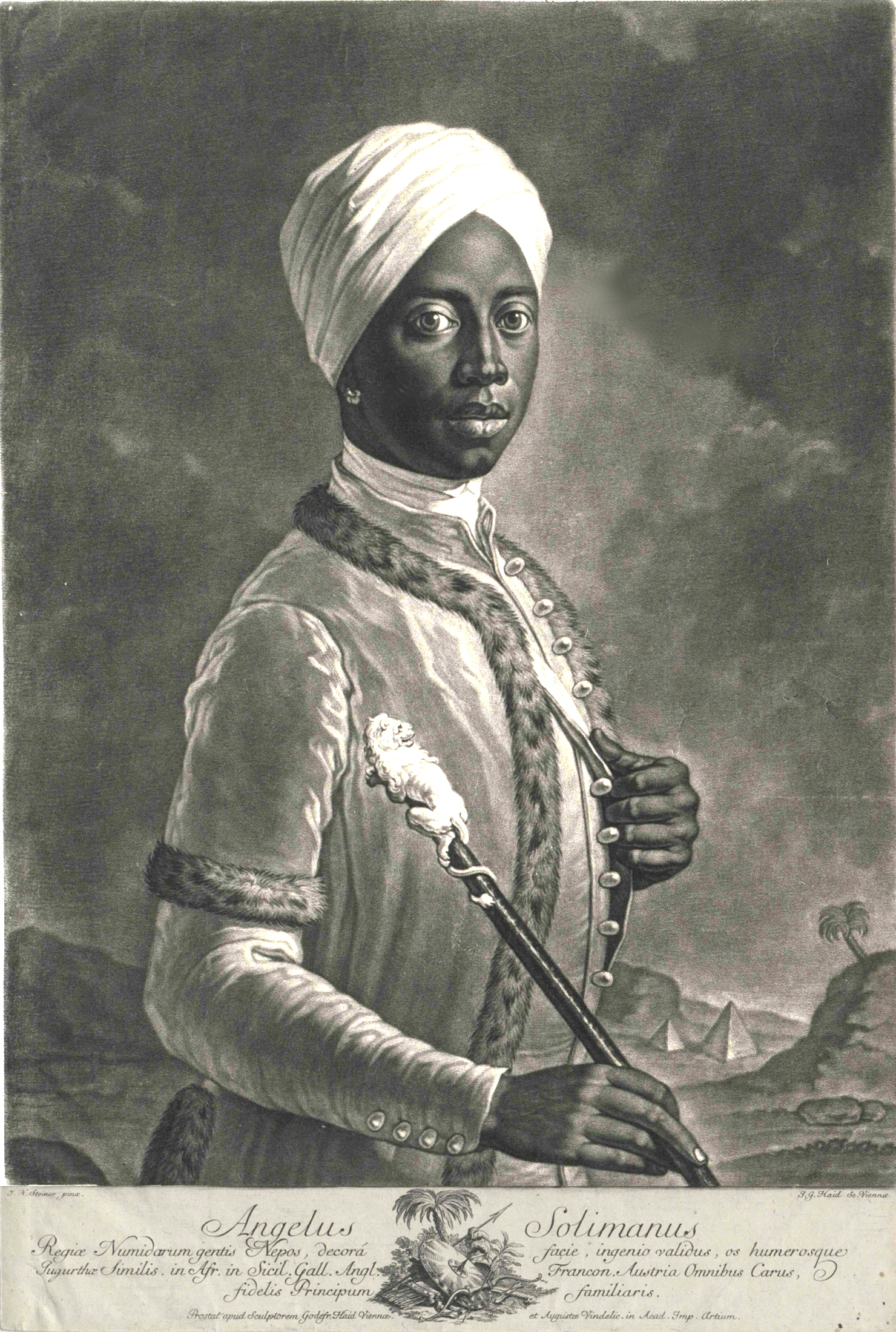
Angelo Soliman

Der Terminus Afroösterreicher bzw. Schwarzer Österreicher bezeichnet Menschen mit österreichischer Staatsbürgerschaft und afrikanischer (genauer: subsaharischer) Abstammung. Im weiteren Sinne werden auch Menschen subsaharischer Herkunft, die zwar in Österreich leben, aber nicht die österreichische Staatsbürgerschaft besitzen, Afroösterreicher genannt.

## Wortherkunft
Der Begriff afroösterreichisch wurde parallel zu Termini wie afroamerikanisch bzw. afrodeutsch entwickelt und soll u. a. Diskriminierungen bezüglich der Herkunft eindämmen und Bezeichnungen wie Neger oder Mohr ersetzen. Der Begriff Neuer Österreicher bezeichnet neben Menschen subsaharischer Abstammung auch Österreicher, die aus anderen Teilen der Welt stammen.

## Geschichte
Nordafrikaner reisten bereits im 1. Jahrhundert n. Chr. als Geschäftsleute, Beamte und Militärs in das Gebiet des heutigen Österreichs. Während des dreimonatigen Aufenthalts Kaiser Friedrich II. im Jahr 1237 sollen sich in Wien zum ersten Mal Afrikaner als Gefolge des Kaisers aufgehalten haben.
Der erste dokumentierte afrikanische Einwanderer wurde 1629 im Wiener Stephansdom getauft; man geht davon aus, dass es sich um einen geflüchteten Sklaven des osmanischen Sultans handelte.
Die Zuwanderung afrikanischer Menschen zu Zeiten der Doppelmonarchie Österreich-Ungarn ist stark mit wirtschaftlicher Ausbeutung verbunden. Afrikaner und Menschen afrikanischer Abstammung wurden zu Dienern und Sklaven (Kammermohren); nur selten hatten diese die Möglichkeit gesellschaftlichen Aufstiegs.
In der Zwischenkriegszeit ist die afrikanische Community in Wien im Vergleich zu Paris oder Berlin sehr überschaubar. Die Wissenschaft geht von ein paar Dutzend bis maximal ein paar Hundert Menschen aus, die von Afrika nach Österreich gekommen sind. Einige kamen schon in Zeiten der Monarchie, teilweise im Zuge von Völkerschauen. Der Arbeitsmarkt war für diese Menschen in der Ersten Republik sehr eingeschränkt. Die meisten arbeiteten als Kellner, Chauffeure oder Hotelportiere.
Ein Teil der im Zweiten Weltkrieg in Österreich stationierten afroamerikanischen Soldaten ging eine Beziehung mit Österreicherinnen ein, deren daraus hervorgegangene Kinder umgangssprachlich Besatzungskinder genannt wurden.
Nach dem Zweiten Weltkrieg wuchs die Zahl Studenten afrikanischer Abstammung in Österreich von 19 im Wintersemester 1953/54 auf knapp 640 im Semester 1961/62.
In den letzten Jahrzehnten stieg die Zahl der nach Österreich migrierten Afrikaner stark an (1970: < 100 Flüchtlinge, 1991: 1.639 Flüchtlinge). Gründe hierfür sind unter anderem das Ende des Kalten Krieges, die Öffnung der Grenzen sowie die jüngsten weltwirtschaftlichen Entwicklungen.

## Gegenwärtige Situation

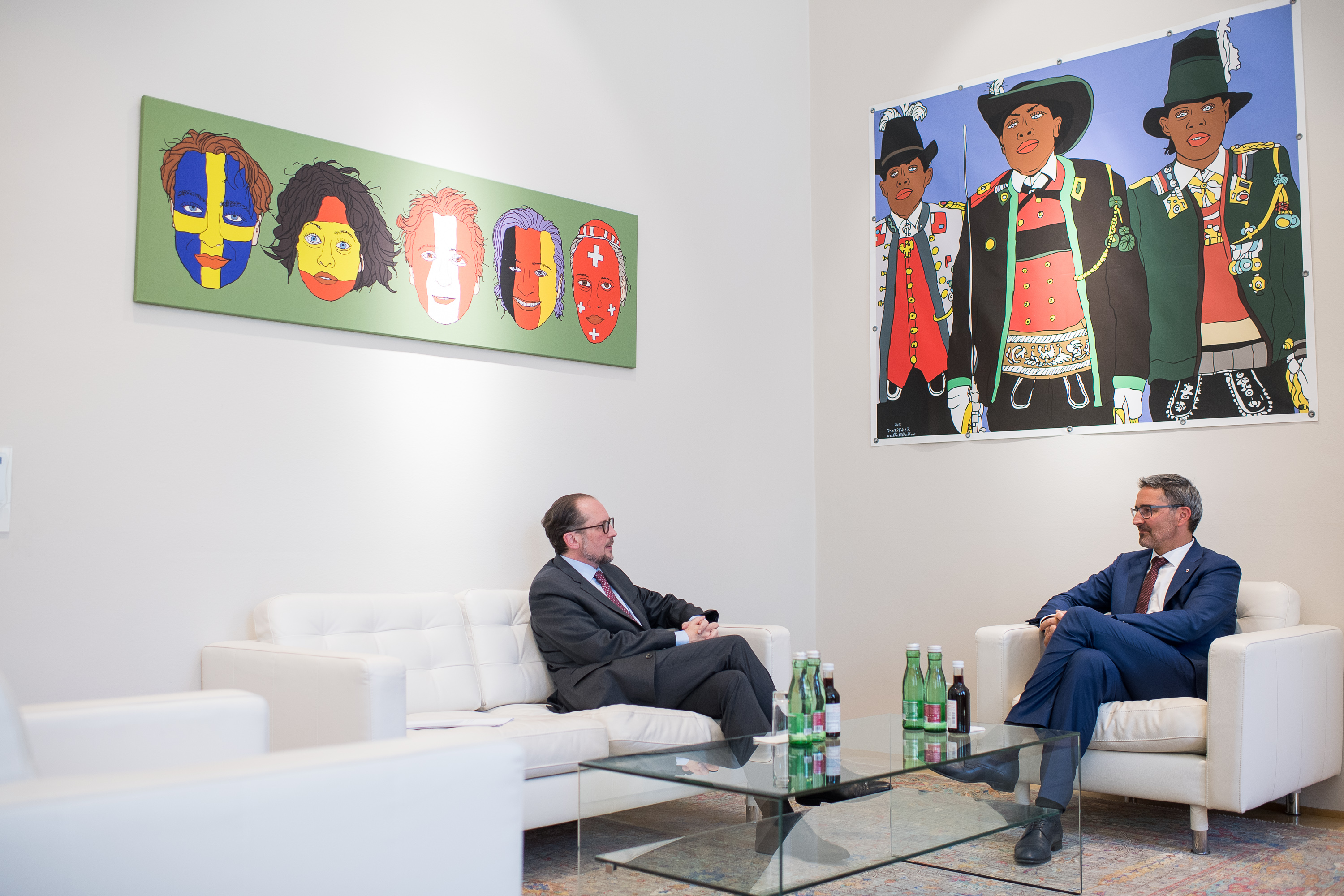
Bild Lumina nigra (2013, rechts) von Klaus Pobitzer im Büro von Außenminister Alexander Schallenberg (2021)

Nach Schätzungen lebten 2010 etwa 40.000 Menschen mit dunkler Hautfarbe in Österreich, die meisten davon in der Bundeshauptstadt.

In letzter Zeit stieg die Zahl rassistischer Übergriffe in Österreich deutlich an; Ursache seien laut Erwin Ebermann vom Institut für Kultur- und Sozialanthropologie die Migrationsgründe, die sich im Laufe der Zeit geändert haben. Das führt dazu, dass selbst integrierte Österreicher subsaharischer Abstammung ausgegrenzt werden. Eine Umfrage aus dem Jahre 2012, an der 717 Menschen aus Graz, Linz, Salzburg und Innsbruck teilnahmen, ergab, dass sich rund 50 % der Menschen mit afrikanischer Abstammung diskriminiert fühlen und in der Öffentlichkeit rassistisch beschimpft oder belästigt werden.
Die Europäische Agentur für Grundrechte (FRA) von 2022 führte in den Jahren 2016 und 2022 in 13 EU-Ländern Umfragen unter Personen durch, die in Subsahara-Afrika geboren sind oder von denen mindestens ein Elternteil dort geboren ist. Europaweit erklärten 2022 durchschnittlich 47 % der Befragten, in den vergangenen fünf Jahren wegen ihrer Hautfarbe, Herkunft oder Religion benachteiligt worden zu sein (2016: 36 %). Am höchsten waren diese Anteile in Deutschland (2022: 77 %, 2016: 65 %) und in Österreich (2022: 76 %, 2016: 67 %).